# Wilhelm Keilhau
Wilhelm Christian Ottesen Keilhau, född 30 juli 1888 i Kristiania, död där 9 juni 1954, var en norsk nationalekonom, jurist och politiker.
Keilhau blev filosofie doktor 1917 med avhandlingen Grundrentelæren, var direktör för Det norske luftfartsrederi 1918-20 samt blev 1921 docent vid Oslo universitet och medlem av Norges valutatekniska kommitté 1932. Keilhaus huvudverk som nationalekonom var Die Wertungslehre (1923). Han sökte där under förkastande av varje deterministisk utgångspunkt med indragande av begreppet makt som ekonomisk grundfaktor förklara de ekonomiska begreppen och lagarna. Keilhau vann stor framgång med sina hisotriska verk, främst skildringen av tiden 1814-1875 i Det norske folks liv og historie (1929-31), även i Norge og Verdenskrigen (1927) väckte Keilhaus bidrag uppmärksamhet. Han var 1924-28 en energisk förkämpe för den norska valutans stabilisering på en lägre nivå än den som gällt under guldmyntfotens tid.